# Tomorrowland (festiwal)
Tomorrowland – festiwal muzyki elektronicznej organizowany przez Q-Dance, ID&T oraz Media Enterprise. Odbywa się co roku, w ostatni weekend (lub ostatnie dwa weekendy) lipca, w miejscowości Boom, niedaleko Antwerpii w Belgii. Jest jednym z największych i najbardziej znanych festiwali muzycznych na świecie, bilety na niego wyprzedają się w całości w kilka minut.